# Somatolophia cuyama
Somatolophia cuyama là một loài bướm đêm trong họ Geometridae.